# スキゾイドパーソナリティ障害
スキゾイドパーソナリティ障害（スキゾイドパーソナリティしょうがい）またはシゾイドパーソナリティ障害（シゾイドパーソナリティしょうがい）、統合失調質パーソナリティ障害（とうごうしっちょうしつパーソナリティしょうがい、英語: schizoid personality disorder: SPD, ScPD, SzPD）とは、社会的孤立・全般的な無関心・感情の幅の狭さなどを特徴とするパーソナリティ障害。統合失調症スペクトラム障害の一種でもある。医学事典『MSDマニュアル』によると、診断は臨床基準で、治療は認知行動療法で行われる。
統合失調質人格障害（とうごうしっちょうしつじんかくしょうがい）および分裂病質人格障害（ぶんれつびょうしつじんかくしょうがい）は旧称。

## 概要
『MSDマニュアル』は「一般に，パーソナリティ障害は知覚，反応，および対人関係における広汎で永続的なパターンによって，著しい苦痛または機能障害が生じている場合とされる」と記載している。シゾイドパーソナリティ障害（SPD）は、他者と有意義な関係を持つ能力を制限しており、やや男性の方が多い。「シゾイドパーソナリティ障害は，統合失調症または統合失調型パーソナリティ障害の家族歴がある人々でより多くみられる場合がある」とされる。SPD患者にはしばしば併存症があり、患者の最大半数はうつ病エピソードが最低一回ある。また、
- 統合失調型パーソナリティ障害
- 妄想性パーソナリティ障害
- 境界性パーソナリティ障害
- 回避性パーソナリティ障害

などもよく併存している。精神神経科学者の橋本亮太および精神科医の加藤敏の学術論文によると、「統合失調症スペクトラム障害」には統合失調症、SPD、統合失調型パーソナリティ障害などが含まれる。精神神経科学者の中川東夫、竹内義孝、岩﨑真三の学術論文によると、パーソナリティ障害傾向がある統合失調症患者の親族は、SPDなどにおける《喜びの喪失（アンヘドニア）》が発症する可能性が高い。

## 病因
『MSDマニュアル』によると、小児期における養育者の感情的冷たさ・無視・よそよそしさが、対人関係は不満足であるという感情を子供の中で助長し、SPDを発症させやすくする可能性がある。

## 診断
DSM-IV-TRでは次の診断基準の内、少なくとも4つ以上を満たすことで診断される。
1. 家族を含めて、親密な関係を持ちたいとは思わない。あるいはそれを楽しく感じない
2. 一貫して孤立した行動を好む
3. 異性と性体験を持つことに対する興味が、もしあったとしても少ししかない
4. 喜びを感じられるような活動が、もしあったとしても、少ししかない
5. 親や兄弟などの親族以外には、親しい友人、信頼できる友人がいない
6. 賞賛にも批判に対しても無関心に見える
7. 情緒的な冷たさ、超然とした態度あるいは平板な感情

### 鑑別診断
『MSDマニュアル』によると、医師はSPDを以下の障害と区別せねばならない：
統合失調症と関連障害群SPDには、認知障害や知覚障害（パラノイアや幻覚など）は無い。
自閉症スペクトラム障害SPDには、社会的障害や常同的な行動・興味はさほど顕著でない。
統合失調型パーソナリティ障害SPDには、知覚および思考の歪みが無い。
回避性パーソナリティ障害社会的孤立は、SPDでは社会からの広汎な離脱と全般的無関心によるのに対し、回避性パーソナリティ障害では、恥や拒絶を受けることへの怖れによる。

## 症状・徴候
- SPDは他のパーソナリティ障害よりも、症状が長期化しやすい[12]。
- 「まれに，このような患者が自分の内面を明らかにするのを心地よく感じる場合，患者は（特に社会的交流において）苦痛を感じていることを認める」[12]。
- SPD患者は、他者（近親者も含む）との親密な関係を欲していないように見える[12]。
  - 親しい友人や相談相手が居ない[12]。時に第一度親族（英語版）のみ居る[12]。
  - 一人で居たがり、他者と交流しない活動や趣味（コンピュータゲーム等）を選ぶ[12]。
  - デートすることはまれで、結婚しないことが多い[12]。他者との性的行動には、関心があってもごく僅か[12]。
- 「感覚的，身体的体験による楽しさ（例，砂浜での散歩）をあまり感じないように見える」[12]。
- 他者が自分をどう考えているかについて、良かれ悪しかれ悩まないような様子[12]。
  - 社会的交流での普通の合図に気づかず、不器用・無関心・自己に没頭しているように見え得る[12]。
  - 社会的状況への反応（微笑みや頷きなど）や感情を示すことはまれ[12]。怒りを表現し難く、挑発されても怒りを示さない[12]。
- ライフイベント（人生の重要な出来事）に適切に反応せず、状況変化に対し受動的に見え得る[12]。自分の人生を方向付けていないようにも見え得る[12]。

## 治療
『MSDマニュアル』によると、「シゾイドパーソナリティ障害の一般的治療は全てのパーソナリティ障害に対するものと同じである」。精神療法や薬物療法についての対照試験は公表されていない。「社会生活技能訓練」やそれに関する認知行動療法は一定の効果がある。

## 関連症状

### 統合失調症スペクトラム障害
加藤敏の学術論文によると、スティーブンズとプライスは進化精神医学によって統合失調症・SPD・妄想性パーソナリティ障害を理解している。これらの精神障害は、「統合失調スペクトラム」（統合失調症スペクトラム障害）または「スペーシング障害」（spacing disorder）の中に含まれている。中川らの論文によると、統合失調症スペクトラム障害の横断的研究において、SAS（社会的な喜びの喪失尺度　Social Anhedonia Scale）で高得点である者は、SPD・統合失調型パーソナリティ障害・妄想性パーソナリティ障害などの特徴である「精神病様体験」や「認知の偏り」を持っていると考えられる。

### 引きこもり
教育学博士の村澤和多里の学術論文によると、SPDは引きこもりの原因として指摘されているパーソナリティ障害の一つであり、その先行研究は小此木（2000）、藤山（2001）、衣笠（1999）、近藤（1999）などがある。
SPD、自己愛性パーソナリティ障害、強迫性パーソナリティ障害にはそれぞれ異なるパターンがある。しかし共通点もあり、それは「誇大な自己イメージを有している反面，脆く傷つきやすい未熟な自己を有している」という特徴である。これらの障害にとって、対人関係とは自尊心を傷付け得る危険性であり、その危険性に対する防衛的方法が引きこもりとして現れている。

### 発達障害・自閉症スペクトラム障害
村澤の論文によると、近年はSPDと発達障害との関連が指摘されており、以下の例がある。
- DSM-5：「自閉スペクトラム症の軽症型と区別することは非常に困難であるかもしれない」[17]。
- 杉山（2007）：「シゾイド」という概念は「広汎性発達障害に対する一種の誤謬ではなかったのか」[17]。

## その他

### 名称の変更
2002年までは分裂病質人格障害と呼ばれていた。精神分裂病が統合失調症へと名称変更されたことに連動して、「DSM-IV-TR精神疾患の診断・統計マニュアル」の新訂版では、スキゾイドパーソナリティ障害に変更された。「ICD-10 精神および行動の障害―臨床記述と診断ガイドライン」では、2005年11月版から統合失調質パーソナリティ障害となっている。

### 特徴
- 人間的あるいは社会的要素が介入しない数学などに熱中したり、動物を懐かせる事に長けていることがある[18]。